# Cloudy With a Chance of Meatballs
Cloudy With a Chance of Meatballs — видеоигра, базирующаяся на одноимённом фильме, который в свою очередь базируется на одноимённой детской книге, выпущенной в 1978 году. В игре игрок управляет Флинтом Локвудом, главным героем фильма, который должен спасти свой город и мир от дождей с едой, сражаться с чрезвычайно мутировавшими врагами и использовать различные гаджеты, чтобы помочь себе на пути.

## Оценки
| Сводный рейтинг | Сводный рейтинг |
| Агрегатор       | Оценка          |
| --------------- | --------------- |
| GameRankings    | 64,18 %         |

Игра получила смешанные оценки. GameRankings и Metacritic дали ему оценки 69,75 % и 68 из 100 для версии на платформе Wii; 66,14 % и 66 из 100 для версии на PlayStation 3; 64,18 % и 62 из 100 для версии на Xbox 360; 60 % и 60 из 100 для версии наPSP; 53 % и 62 из 100 для версии на ПК; 50 % и 50 из 100 для версии на DS.
IGN назвал игру «совершенно незапоминающимся приложением к фильму»